# Krister St. Hill
Krister St. Hill, född 30 oktober 1962, är en trinidadisk-svensk operasångare (baryton).

## Biografi
St. Hill slog igenom som Richie i A Chorus Line på Oscarsteatern. Han gjorde sedan operadebut som Escamillo i Stockholm Parkteaters uppsättning av Bizets Carmen 1982. Den följdes snart av roller som Sancho Panza i Massenets Don Quichotte Ernesto i Haydns Livet på månen och Nick Shadow i Stravinskijs Rucklarens väg. 1989 kreerade St. Hill rollen som Donny i Michael Tippetts sista opera New Year när den hade världspremiär på Houston Grand Opera. I den rollen debuterade han också vid Glyndebourne Festival Opera följande år, en studiofilmatisering för BBC och ett konsertant framförande i Royal Festival Hall.
Andra operaproduktioner inkluderar roller som Ping i Turandot och Shaunard i La Bohème av Puccini samt Ned Keene i Benjamin Brittens Peter Grimes, alla på Det Kongelige Theater i Köpenhamn, och Lord Sidney i Rossinis Resan till Reims.
1994 sjöng St. Hill rollen som Jonny i Deccas stora skivproduktion av operan Jonny spielt auf av Ernst Krenek. Samma år blev han erbjuden titelrollen i Wagners Den flygande holländaren som han även framförde under den nybyggda Göteborgsoperans första säsong. Det var en stor framgång och innebar en vändning i hans karriär och nya roller som Jochanaan i Richard Strauss Salome, Amonasro i Verdis Aida, debut på Kungliga Operan i Stockholm, och Scarpia i Puccinis Tosca.
Under säsongen 1998–1999 lade St. Hill Tonio i Pajazzo av Leoncavallo till sin repertoar och sjöng även Den flygande holländaren på Kungliga Operan och rollen som Scarpia i Tosca av Giacomo Puccini på Göterborgsoperan.
Säsongen 1999–2000 gästspelade han på Kungliga Operan och Oslooperan i Carmen som Escamillo. Säsongen 2000–2001 debuterade St. Hill som Greve Luna i Trubaduren av Verdi på Göteborgsoperan och medverkan i Hans Gefors opera Clara som hade Sverigepremiär på Kungliga Operan i maj 2001. Efter det gästspelade han på Det Kongelige Teater i Köpenhamn i Carmen. I december samma år upprepade han sin gestaltning av Escamillo i Ann-Margret Petterssons uppsättning av Carmen på Stockholmsoperan. Under 2002 sjöng han åter sin tolkning av Lucio i Gefors Clara.
Under hösten 2002 lade St. Hill en ny Verdiroll till sin repertoar; Ankarström i Verdis originalversion av Maskeradbalen, kallad Gustav III. Av speciellt intresse är Ankarströms nya aria E sei tu som ersatte den mer kända Eri tu. St. Hill sjöng den som första baryton i världen. En liveinspelning finns på cd från det italienska skivbolaget Dynamic, svensk distributör Sterling.
Våren 2003 medverkade han åter i Tosca, denna gång på Göteborgsoperan, och hösten samma år som Jeletski i Tjajkovsikjs Spader dam, även den i Göteborg. Våren 2004 lade han Jago i Otello till sin repertoar vid premiären i april på Stockholmsoperan.
Under säsongen 2004–2005 sjöng St. Hill Scarpia i Tosca på Landestheater i Linz i Österrike. Säsongen 2005–2006 ägnades bland annat åt olika konserter och Don Fernando i Göteborgsoperans uppsättning av Beethovens Fidelio. Hösten 2006 sjöng han Telramund i Klaus Maria Brandauers omdiskuterade iscensättning av Wagners Lohengrin på Kölnoperan. Slutet av säsongen 2006–2007 tolkade St. Hill med framgång Klingsor i Göteborgsoperans nya Parsifal. Den säsongen inledde han med att sjunga Scarpia på Staatsheater Wiesbaden i deras omstridda uppsättning av Tosca. Under åren 2007-2016  har St.Hill Sjungit Telramund, Marcello, Creon, Parson Alltalk, Germont, Yeletskij, Escamillo, Dr. Falke, Jago och Jonny i Jonny Spielt Auf, i Köln, Kristiansand, Bryssel, Paris, Stockholm, Oldenburg och Weimar.

## Scenroller (urval)
- 1979 – Richie i A Chorus Line av Marvin Hamlish och Edward Kleban, regi Michael Bennett, Oscarsteatern[1][2]
- Escamillo i Carmen
- Sancho Panza i Don Quichotte av Jules Massenet
- Ernesto i Livet på månen av Joseph Haydn
- Nick Shadow i Rucklarens väg
- Donny i New Year av Michael Tippett
- Sportin' Life i Porgy och Bess
- Ping i Turandot
- Shaunard i La Bohème
- Ned Keene i Peter Grimes
- Lord Sidney i Resan till Reims av Gioacchino Rossini
- Jonny i Jonny spielt auf av Ernst Krenek
- holländaren i Den flygande holländaren
- Jochaanan i Salome av Richard Strauss
- Amonasro i Aida
- Scarpia i Tosca
- Tonio i Pajazzo
- Luna i Trubaduren
- Lucio i Clara av Hans Gefors
- Ankarström i Maskeradbalen
- Jeletski i Spader dam av Tjajkovsikjs
- Jago i Otello
- Don Fernando i Fidelio
- Telramund i Lohengrin
- Klingsor i Parsifal
- Creon i Oedipus Rex
- Germont i La Traviata
- Dr. Falke i Läderlappen
- Marcello i  La Bohème

## Filmografi
- 1986 – Bröderna Mozart
- 1999 – Carmen (TV)
- 2000 – Titan A.E.